# Dendronephthya maxima
Dendronephthya maxima is een zachte koraalsoort uit de familie Nephtheidae. De koraalsoort komt uit het geslacht Dendronephthya. Dendronephthya maxima werd in 1905 voor het eerst wetenschappelijk beschreven door Kükenthal. 